# Заинский район
Заи́нский райо́н (тат. Зәй районы) — административно-территориальная единица и муниципальное образование (муниципальный район) в составе Республики Татарстан Российской Федерации. Находится на востоке республики. Административный центр — город Заинск. Название произошло от гидронима Зай — древнетатарское «река». На начало 2020 года в районе проживало 53 698 человек, из них городского населения — 39 887, сельского — 13 811.
Основа экономики района — промышленность и сельское хозяйство. Площадь земель сельскохозяйственного назначения — 1221,49 км². На территории района находится крупнейшая в Поволжском регионе ГРЭС — Заинская.

## География
Район находится на востоке республики. Граничит с Тукаевским, Сармановским, Альметьевским, Нижнекамским районами. Территория расположена на северо-западных склонах Бугульминско-Белебеевской возвышенности. В рельефе прослеживается ярусность: нижний — 160—180 м, высокий — 200—240 м. Климат умеренно-континентальный. Лето — тёплое, но недостаточно влажное, среднесуточные температуры — около +18 °С. Однако, возможны краткосрочные (10—15 дней) периоды жары и засухи. Зима суровая и снежная, снег выпадет в уже декабре, его высота достигает 35-40 см. Средняя январская температура составляют −13 — −15 °С.

## Герб и флаг
|  | В четверочастном червлёном и зелёном поле – золотое пламенеющее солнце (без изображения лица), c лучами, показанными лишь в червлении и отвлечёнными от диска; в зелени же солнце сопровождено: в верхней четверти — особой золотой фигурой (тамгой), образованной тремя гонтами в столб, соединёнными вверху бруском, с двумя скруглёнными углами вверху, причём боковые гонты внизу гаммированны в стороны, средний же раздвоен; а в нижней четверти – серебряным свитком и поверх него таким же пером, положенным в левую перевязь.Геральдическое описание герба |

Солнце на гербе обозначает развитый энергетический комплекс района, стремление к прогрессу и процветанию, свиток и гусиное перо — богатые традиции духовной местной культуры. Тамга (древний тюркский знак) — символ преемственности поколений, исторической памяти, патриотизма, заботы об историко-культурном наследии края. Зелёные части, перекрывающие солнце, символизируют природное богатство района, развитое сельскохозяйственное производство, при этом цвет отсылается к природе, здоровью, жизненному росту и надежды. Золотой цвет — символ урожая, богатства, стабильности, уважения и интеллекта; серебряный — чистота родниковой воды, совершенство, благородство, взаимопонимание; красный — мужества, силы и красоты, праздника, зелёный означает природу, здоровье, жизненный рост и надежду.
Флаг района представляет собой адаптацию герба: прямоугольник с отношением ширины к длине 2:3, разделён в виде креста на четыре равные части.

## История

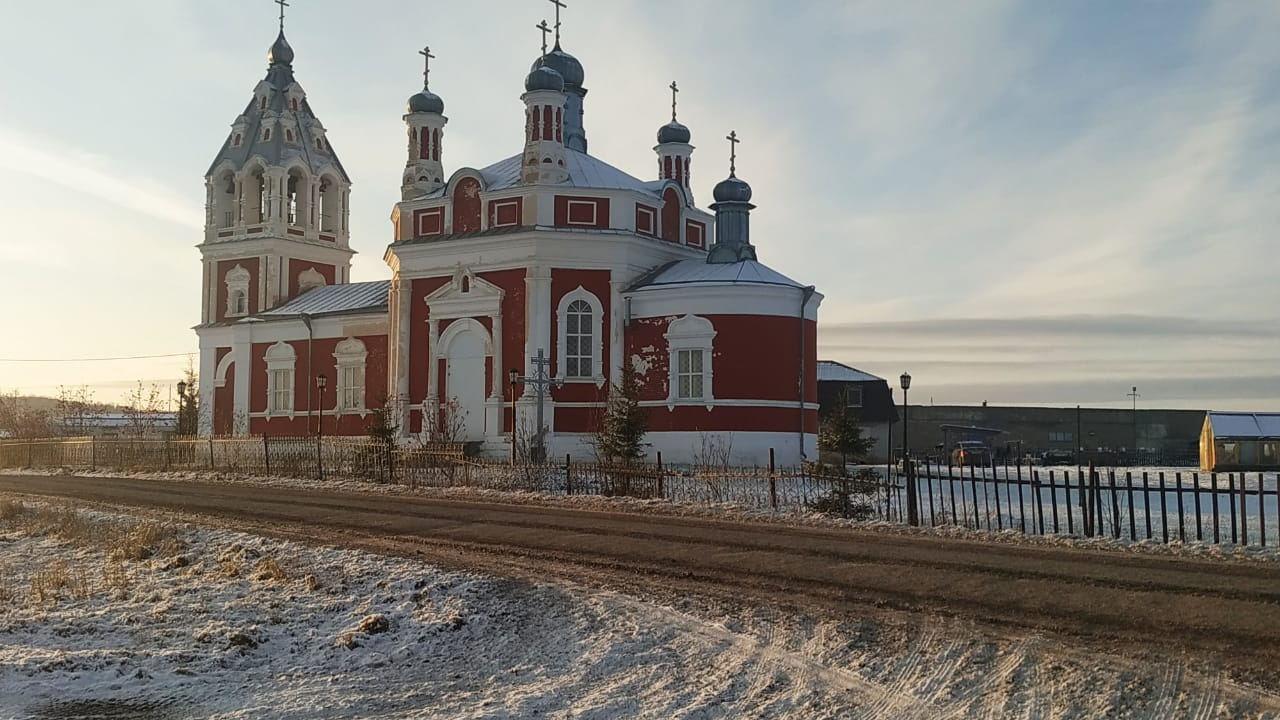
Церковь Вознесения XIX века в селе Кара-Елга

В XI веке в междуречье Шешмы и Зая пролегала восточная граница Волжской Булгарии. В Средние века по территории современного Заинского района проходило ответвление от Великого шелкового пути к древнему городу Сюдуму. В середине XVII века началось строительство Закамской засечной черты, благодаря чему в 1652 году и появился Заинск как город-крепость, куда перевели из села Чалнов сотню стрельцов с семьями. В 1654-м сюда отправили около 80 польских шляхтичей, которые решили остаться в России после войны с Польшей. Позже шляхтичам вместо денег пожаловали земли, угодья и крестьян на этой территории. Из числа смоленской шляхты в дальнейшем сформировалась значительная часть заинских помещиков — Шкапские, Бардовские, Шемановские, Буткевичи, Ермаковские, Головы. На основании сенатского указа от 27 декабря 1736 года крепости Закамской сторожевой линии начали заселять преимущественно отставными солдаты гвардии и унтер-офицеры Преображенского и Семёновского полков.
В 1708 году, после глобального дробления России, эти земли стали частью Казанской губернии. В 1744 году территории передали в подчинение Оренбургу, а в 1865 году они вошли в состав Уфимской губернии.
С 1906-го на фоне земельной реформы Петра Столыпина крестьян Заинской волости освободили от недоимок прошлых лет, ликвидировали чересполосицы, препятствующие внедрению агротехники. Стали поощрять переселение землепашцев на собственные наделы (отруба). Так возникли новые деревни: I, II и III Бугульда, Винокуровка, Красный Яр и другие. На каждое крестьянское хозяйство приходилось не менее девяти десятин пашни и пастбищ. При этом почти половиной земель волости владело 13 помещичьих семей.
До 1920 года территория Заинского района входила в состав Мензелинского уезда Уфимской губернии. В 1920 году Мензелинский уезд вошёл в состав новообразованной Татарской АССР в качестве одноимённого кантона. В 1921-м эти территории перешли в Челнинский кантон.
Заинский район образован 10 февраля 1935 года. В 1956 году возле Заинска проложили железнодорожную ветку Бугульма — Заинск — Круглое поле, а вскоре и асфальтированную дорогу, связывающую Альметьевск, Лениногорск с речными пристанями на Каме. В этом же году на левом берегу Степного Зая началось строительство производственных корпусов и водоёма-охладителя Заинской районной государственной электростанции (ГРЭС). Вскоре это строительство было объявлено Всесоюзной ударной комсомольской стройкой, которая закончилась в 1965 году.
26 марта 1959 года к Заинскому району была присоединена часть территории упразднённого Акташского района. Район упразднили 4 января 1963 года с передачей территории в состав Альметьевского и Челнинского районов, но восстановили уже через девять лет — 1 ноября 1972 года.
Село Старый Токмак Заинского района известно тем, что 9 марта 1961 года рядом с ним приземлился космический спускаемый аппарат № 1 с собакой Чернушкой на борту.

### Современность
В 1999 году главой администрации Заинского района стал Ринат Фардиев. В 2006 году в связи с муниципальной реформой в России появились муниципальные образования. После чего Рината Фадиева назначили главой Заинского муниципального образования (района). Эту должность он занимал до ноября 2008-го.
В 2009-м должность главы района заняла Татьяна Воропаева, которая ушла с поста в 2014-м на должность депутата республиканского парламента. В 2015-м район возглавил Разиф Каримов, которого переизбрали на второй срок в 2020 году.

## Население

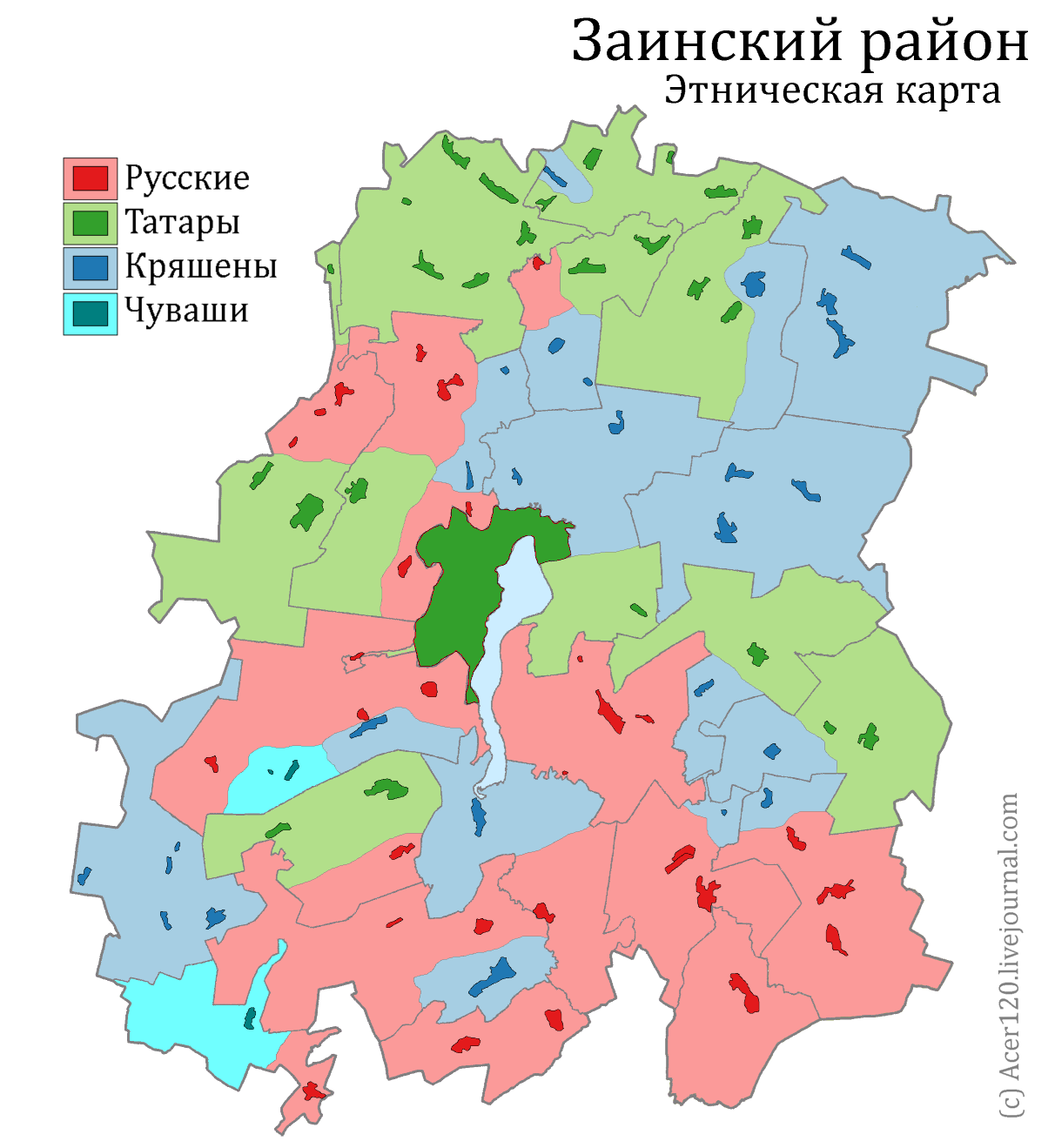
Этническая карта Заинского района

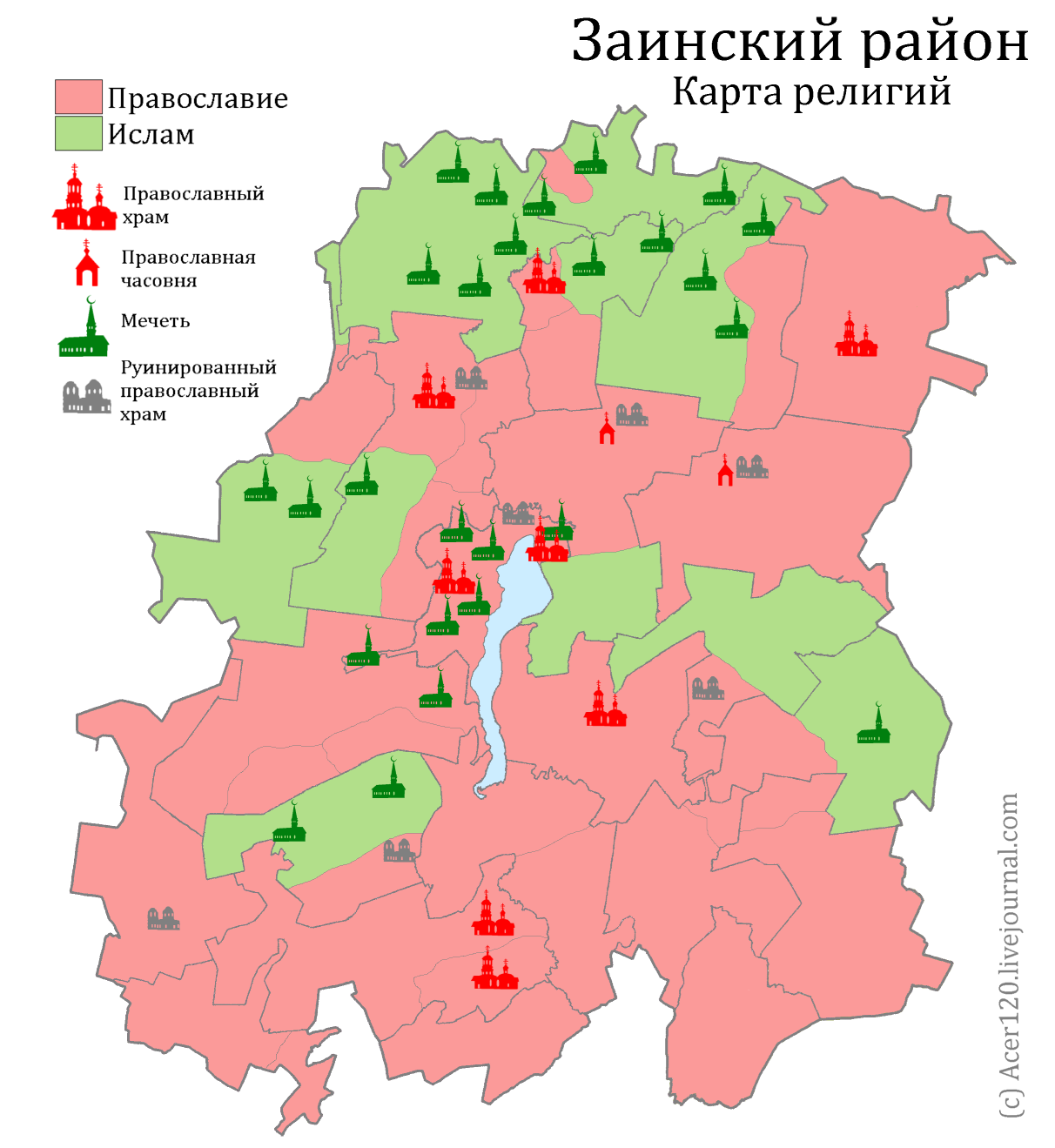
Религиозна карта Заинского района

Согласно итогам Всероссийской переписи населения 2020 года (из числа указавших национальность), татары составляют 58,4% населения района, русские — 38,6%, чуваши — 1,3%.
В городских условиях (город Заинск) проживают 73,96 % населения района.
| 2002    | 2003    | 2004    | 2005    | 2006    | 2007    | 2008    |
| ------- | ------- | ------- | ------- | ------- | ------- | ------- |
| 16 103  | ↘16 100 | ↗16 400 | ↘16 056 | ↘15 980 | ↗16 076 | ↗58 154 |
| 2009    | 2010    | 2011    | 2012    | 2013    | 2014    | 2015    |
| ↘15 914 | ↗15 978 | ↗58 025 | ↘57 729 | ↘57 345 | ↘56 962 | ↘56 614 |
| 2016    | 2017    | 2018    | 2019    | 2021    |         |         |
| ↘56 164 | ↘55 708 | ↘55 133 | ↘54 377 | ↘53 731 |         |         |

## Муниципально-территориальное устройство
В Заинском муниципальном районе 1 городское и 22 сельских поселений и 86 населённых пунктов в их составе:
| №        | Муниципальное образование                | Административный центр       | Количество населённых пунктов | Население | Площадь, км² |
| -------- | ---------------------------------------- | ---------------------------- | ----------------------------- | --------- | ------------ |
| 1e-06    | Городское поселение                      |                              |                               |           |              |
| 1        | город Заинск                             | город Заинск                 | 2                             | ↘39 947   |              |
| 1.000002 | Сельские поселения                       |                              |                               |           |              |
| 2        | Аксаринское сельское поселение           | село Аксарино                | 7                             | ↘1525     |              |
| 3        | Александро-Слободское сельское поселение | село Александровская Слобода | 4                             | ↗564      |              |
| 4        | Багряжское сельское поселение            | село Средний Багряж          | 3                             | ↘729      |              |
| 5        | Бегишевское сельское поселение           | село Бегишево                | 6                             | ↘926      |              |
| 6        | Бухарайское сельское поселение           | село Бухарай                 | 4                             | ↘650      |              |
| 7        | Верхненалимское сельское поселение       | село Верхний Налим           | 2                             | ↘392      |              |
| 8        | Верхнепинячинское сельское поселение     | село Верхние Пинячи          | 5                             | ↘691      |              |
| 9        | Верхнешипкинское сельское поселение      | село Верхние Шипки           | 6                             | ↘1113     |              |
| 10       | Гулькинское сельское поселение           | село Гулькино                | 2                             | ↘431      |              |
| 11       | Дуртмунчинское сельское поселение        | село Дурт-Мунча              | 3                             | ↘531      |              |
| 12       | Кадыровское сельское поселение           | село Кадырово                | 5                             | ↘639      |              |
| 13       | Нижнебишевское сельское поселение        | село Нижнее Бишево           | 4                             | ↗794      |              |
| 14       | Новоспасское сельское поселение          | село Новоспасск              | 4                             | ↘463      |              |
| 15       | Поповское сельское поселение             | село Поповка                 | 3                             | ↘256      |              |
| 16       | Поручиковское сельское поселение         | село Поручиково              | 6                             | ↘758      |              |
| 17       | Савалеевское сельское поселение          | село Савалеево               | 3                             | ↘1040     |              |
| 18       | Сармаш-Башское сельское поселение        | село Сармаш-Баш              | 3                             | ↘383      |              |
| 19       | Светлоозерское сельское поселение        | село Светлое Озеро           | 3                             | ↘716      |              |
| 20       | Старо-Мавринское сельское поселение      | село Старое Маврино          | 2                             | ↘360      |              |
| 21       | Тюгеевское сельское поселение            | село Тюгеевка                | 5                             | ↘427      |              |
| 22       | Урсаевское сельское поселение            | село Урсаево                 | 1                             | ↗363      |              |
| 23       | Чубуклинское сельское поселение          | село Чубуклы                 | 3                             | ↘760      |              |

| №  | Населённый пункт        | Тип     | Население | Муниципальное образование                |
| -- | ----------------------- | ------- | --------- | ---------------------------------------- |
| 1  | Аксарино                | село    |           | Аксаринское сельское поселение           |
| 2  | Александровская Слобода | село    |           | Александро-Слободское сельское поселение |
| 3  | Алексеевка              | село    |           | Тюгеевское сельское поселение            |
| 4  | Алкино                  | село    |           | Бухарайское сельское поселение           |
| 5  | Алмалы                  | деревня |           | Верхнепинячинское сельское поселение     |
| 6  | Ахметьево               | деревня |           | Кадыровское сельское поселение           |
| 7  | Байрак                  | деревня |           | Бегишевское сельское поселение           |
| 8  | Бегишево                | село    |           | Бегишевское сельское поселение           |
| 9  | Большой Батрас          | деревня |           | Тюгеевское сельское поселение            |
| 10 | Бура-Кирта              | село    |           | Верхнепинячинское сельское поселение     |
| 11 | Буре-Сарай              | село    |           | Аксаринское сельское поселение           |
| 12 | Бухарай                 | село    |           | Бухарайское сельское поселение           |
| 13 | Верхние Лузы            | село    |           | Бегишевское сельское поселение           |
| 14 | Верхние Пинячи          | село    |           | Верхнепинячинское сельское поселение     |
| 15 | Верхние Шипки           | село    |           | Верхнешипкинское сельское поселение      |
| 16 | Верхний Багряж          | село    |           | Багряжское сельское поселение            |
| 17 | Верхний Налим           | село    |           | Верхненалимское сельское поселение       |
| 18 | Вторая Бугульда         | село    |           | Аксаринское сельское поселение           |
| 19 | Гулькино                | село    |           | Гулькинское сельское поселение           |
| 20 | Дмитровка               | село    |           | Поповское сельское поселение             |
| 21 | Дурт-Мунча              | село    |           | Дуртмунчинское сельское поселение        |
| 22 | Заинск                  | город   | ↗39 739   | город Заинск                             |
| 23 | Зычебаш                 | село    |           | Дуртмунчинское сельское поселение        |
| 24 | Имянлебаш               | село    |           | Верхнешипкинское сельское поселение      |
| 25 | Ирня                    | деревня |           | Новоспасское сельское поселение          |
| 26 | Кабан-Бастрык           | деревня |           | Дуртмунчинское сельское поселение        |
| 27 | Кадыково                | деревня |           | Сармаш-Башское сельское поселение        |
| 28 | Кадырово                | село    |           | Кадыровское сельское поселение           |
| 29 | Камышинка               | деревня |           | Поручиковское сельское поселение         |
| 30 | Канаш                   | деревня |           | Поручиковское сельское поселение         |
| 31 | Кара-Елга               | село    |           | Савалеевское сельское поселение          |
| 32 | Кармалка                | посёлок | ↗256      | город Заинск                             |
| 33 | Карманово               | село    |           | Бегишевское сельское поселение           |
| 34 | Керекес                 | село    |           | Бегишевское сельское поселение           |
| 35 | Кзыл-Юл                 | посёлок |           | Верхнешипкинское сельское поселение      |
| 36 | Киселевка               | деревня |           | Александро-Слободское сельское поселение |
| 37 | Киселевка               | деревня |           | Кадыровское сельское поселение           |
| 38 | Красный Яр              | посёлок |           | Александро-Слободское сельское поселение |
| 39 | Куш-Елга                | село    |           | Нижнебишевское сельское поселение        |
| 40 | Малое Пальчиково        | деревня |           | Верхнешипкинское сельское поселение      |
| 41 | Малый Бусеряк           | деревня |           | Новоспасское сельское поселение          |
| 42 | Налим                   | село    |           | Верхненалимское сельское поселение       |
| 43 | Нератовка               | село    |           | Поручиковское сельское поселение         |
| 44 | Нижнее Бишево           | село    |           | Нижнебишевское сельское поселение        |
| 45 | Нижние Лузы             | село    |           | Бегишевское сельское поселение           |
| 46 | Нижние Пинячи           | деревня |           | Верхнепинячинское сельское поселение     |
| 47 | Новая Деревня           | деревня |           | Тюгеевское сельское поселение            |
| 48 | Новое Маврино           | село    |           | Старо-Мавринское сельское поселение      |
| 49 | Новое Пальчиково        | деревня |           | Поручиковское сельское поселение         |
| 50 | Новоспасск              | село    |           | Новоспасское сельское поселение          |
| 51 | Новый Налим             | деревня |           | Поповское сельское поселение             |
| 52 | Новый Токмак            | деревня |           | Аксаринское сельское поселение           |
| 53 | Онбия                   | село    |           | Чубуклинское сельское поселение          |
| 54 | Перцовка                | деревня |           | Аксаринское сельское поселение           |
| 55 | Поповка                 | село    |           | Поповское сельское поселение             |
| 56 | Поручиково              | село    |           | Поручиковское сельское поселение         |
| 57 | Пуст-Ашит               | село    |           | Нижнебишевское сельское поселение        |
| 58 | Пустынка                | деревня |           | Светлоозерское сельское поселение        |
| 59 | Савалеево               | село    |           | Савалеевское сельское поселение          |
| 60 | Самарцево               | деревня |           | Верхнешипкинское сельское поселение      |
| 61 | Сарапала                | село    |           | Поручиковское сельское поселение         |
| 62 | Сармаш-Баш              | село    |           | Сармаш-Башское сельское поселение        |
| 63 | Сармаш-по-Ирне          | деревня |           | Бухарайское сельское поселение           |
| 64 | Сарсаз-Багряж           | село    |           | Багряжское сельское поселение            |
| 65 | Светлое Озеро           | село    |           | Светлоозерское сельское поселение        |
| 66 | Средние Пинячи          | деревня |           | Верхнепинячинское сельское поселение     |
| 67 | Средний Багряж          | село    |           | Багряжское сельское поселение            |
| 68 | Старая Елань            | деревня |           | Гулькинское сельское поселение           |
| 69 | Старое Маврино          | село    |           | Старо-Мавринское сельское поселение      |
| 70 | Старое Пальчиково       | село    |           | Верхнешипкинское сельское поселение      |
| 71 | Старый Бусеряк          | деревня |           | Новоспасское сельское поселение          |
| 72 | Старый Токмак           | село    |           | Аксаринское сельское поселение           |
| 73 | Суык-Чишма              | деревня |           | Чубуклинское сельское поселение          |
| 74 | Тонгузино               | деревня |           | Кадыровское сельское поселение           |
| 75 | Третья Бугульда         | деревня |           | Аксаринское сельское поселение           |
| 76 | Тюгеевка                | село    |           | Тюгеевское сельское поселение            |
| 77 | Урал                    | посёлок |           | Александро-Слободское сельское поселение |
| 78 | Урсаево                 | село    | ↘360      | Урсаевское сельское поселение            |
| 79 | Утяшкино                | деревня |           | Светлоозерское сельское поселение        |
| 80 | Фёдоровка               | село    |           | Сармаш-Башское сельское поселение        |
| 81 | Федотово                | село    |           | Кадыровское сельское поселение           |
| 82 | Холодный Ключ           | деревня |           | Тюгеевское сельское поселение            |
| 83 | Чубуклы                 | село    |           | Чубуклинское сельское поселение          |
| 84 | Шикмамаево              | село    |           | Нижнебишевское сельское поселение        |
| 85 | Шумыш                   | деревня |           | Савалеевское сельское поселение          |
| 86 | Шунак                   | деревня |           | Бухарайское сельское поселение           |

## Экономика

### Промышленность
Промышленное производство района представлено электроэнергетической отраслью: на территории района находится крупнейшая в Поволжском регионе ГРЭС — Заинская, которая является филиалом «Татэнерго». К другим отраслям относятся автомобилестроение («Аккурайд Уилз Руссиа»), пищевая и перерабатывающая промышленность («Заинский крекер», «Заинский сахар»), стройиндустрия («Заинский кирпичный завод», «Керамзит», филиал «Завод Техно»).
С 1972 года в районе действовал автоколёсный завод «КАМАЗавтотехника» — дочернее предприятие КамАЗа. В своё время благодаря этому заводу в административном центре были возведены многоэтажный жилой микрорайон автозаводчан, общеобразовательная школа, детские сады и другие социальные объекты. В 2013 году завод приобрела немецкая компания Mefro wheels, после чего завод переименовали в «Мефро уилз Руссиа завод Заинск», уже в 2018-м предприятие закрылось, а его правопреемником стал «Аккурайд Уилз Руссиа».
На территории Заинского района обустроен промышленный парк «Заман». Первый резидент начал работу в 2018 году — один из крупнейших элеваторов в Поволжье, способный единовременно хранить 150 тыс. тонн зерна.
За последние 5 лет валовой территориальный продукт вырос на 65 % — с 31,4 до 51,8 млрд рублей. Объём произведённой и отгруженной продукции достиг 37 млрд рублей — с ростом 38 % к уровню 2015 года. С января по сентябрь 2020 года предприятия отгрузили товаров на 25,4 млрд рублей — это почти годовой показатель 2013-го, когда сумма составила 27 млрд.

### Сельское хозяйство
Вторая крупная отрасль районной экономики — сельское хозяйство. Площадь земель сельскохозяйственного назначения — 1221,49 км². В районе возделываются яровая и озимая пшеница, озимая рожь, сахарная свёкла, ячмень, гречиха, горох, кукуруза, подсолнечник, рапс. Основная отрасль животноводства — мясо-молочное скотоводство. В 2020 году в районе собрали почти 200 тысяч тонн зерна. Посевная площадь свёклы превысила 9000 га, с которых собрали 442,5 тысяч тонн. Районные агрофирмы «Зай», «Заинский сахар», «Восток» и крупные с/х-компании «Нива», «Заинское ХПП» и «Заинский элеватор».
На 2020 год отрасль сельского хозяйства и перерабатывающей промышленности формирует четверть собственных доходов консолидированного бюджета Заинского района. Доля аграриев в инвестиционных вложениях в экономику района за последние 5 лет достигла 40 %, суммарно превысив цифру 8 млрд рублей. В первом полугодии 2020 года валовая продукция сельского хозяйства составила почти 519 млн рублей (за весь 2013-й этот показатель составил почти 1,8 млрд).

### Инвестиционный потенциал
В период с 2010 по 2020 год соотношение среднемесячной заработной платы к минимальному потребительскому бюджету выросло с 1,95 до 2,5 раз. При этом в 2010 году средняя заработная плата составляла около 14,5 тысяч рублей, а к 2019 возросла до 33,4 тысяч, а уровень безработицы с 2010 по 2020 года незначительно уменьшился с 2,8 % до 1,09 % соответственно. Доля малого и среднего бизнеса в экономике Заинского района за 2019 год составила 11,4 %.
Согласно оценке Комитета Республики Татарстан по социально-экономическому мониторингу, инвестиции в районный основной капитал (полный круг хозяйствующих субъектов) в первой половине 2020 года составили 1,2 млрд рублей, или 0,6 % от общего объёма инвестиций в Татарстане. По данным Федеральной службы госстатистики республики, за 2019 год в Заинский район было привлечено почти 4 млрд рублей инвестиций (кроме бюджетных средств), за 2018-й — 3,2 млрд.
По направленности инвестиций в 2020 году лидирует развитие с/х, охоты и рыбалки (почти 175 млн рублей), добыча полезных ископаемых (100 млн — на территории района имеются большие запасы природных битумов, пока не тронутых, в недрах района также залегает гравий, глина, бутовый камень), электроэнергия (почти 75 млн), обрабатывающее производство (почти 41 млн), строительство (34 млн).

### Жилищный фонд
|                                           | 2018 год | 2018 год | 2018 год | 2018 год | 2019 год | 2019 год | 2019 год | 2019 год | 2020 год (январь-июнь) | 2020 год (январь-июнь) | 2020 год (январь-июнь) | 2020 год (январь-июнь) |
| ----------------------------------------- | -------- | -------- | -------- | -------- | -------- | -------- | -------- | -------- | ---------------------- | ---------------------- | ---------------------- | ---------------------- |
| кв.м                                      | %        | в РТ     | в РТ     | кв.м     | %        | в РТ     | в РТ     | кв.м     | %                      | в РТ                   | в РТ                   |                        |
| кв.м                                      | %        | кв.м     | % района | кв.м     | %        | кв.м     | % района | кв.м     | %                      | кв.м                   | % района               |                        |
| Всего                                     | 17060    | 100      | 2409949  | 0,71     | 17017    | 100      | 2675529  | 0,64     | 11220                  | 100                    | 1353428                | 0,83                   |
| В том числе предприятиями и организациями | -        | -        | 1301195  | -        | -        | -        | 1569808  | -        | -                      | -                      | 551485                 | -                      |
| В том числе населением                    | 17060    | 100      | 1108754  | 1,54     | 17017    | 100      | 1105721  | 1,54     | 11220                  | 100                    | 801943                 | 1,40                   |

### Транспорт
В 30 км от Заинска находится аэропорт Бегишево. Основные районные автодороги: 16А-0003 Набережные Челны — Заинск — Альметьевск, 16К-0858 Заинск — Шереметьевка, 16К-0862 Заинск — Сухарево, 16К-0818 Заинск — Сарманово.
С севера на юг территорию пересекает железнодорожная линия Агрыз — Набережные Челны — Акбаш Куйбышевской железной дороги. Станции и остановочные пункты в районе (от Набережных. Челнов): Бегишево, ОП 144 км, Зыча, ОП 136 км, Заинск, ОП 119 км, Светлое Озеро, ОП 103 км, Маврино. Существовавшая ранее железнодорожная ветка Заинск — Камские Поляны (АЭС) разобрана в 1990 годах.

## Экология
Более четверти территории района покрыто преимущественно широколиственными лесами. Особенно много их на западе и северо-востоке. Яркими представителями фауны являются кроты, ежи, белки, лесные сони, зайцы-беляки, куницы, лисы, косули; из птиц — серые неясыти, домовые сычи, большие пёстрые дятлы, тетеревы, ястребы-перепелятники, горлицы обыкновенные, овсянки обыкновенные, серые мухоловки. К жителям степей относятся степной хорь, сурок байбак, суслик рыжеватый, хомячок серый, заяц-русак, рыжая полёвка; из птиц обитают сизоворонка, щурка золотистая, удод, серая куропатка, перепел, степная пустельга, жаворонок полевой, овсянка, дубровник. По территории района протекают реки Степной Зай и Лесной Зай. В водоёмах встречаются ондатра, различные виды речных и нырковых уток, камышница, большая и малая выпь, серая цапля. Из земноводных в районе живут озёрная и прудовая лягушка, жерлянка, жаба зелёная, тритон обыкновенный.
Памятники природы
- Бухарайский бор — частично расположен в Заинском районе. Представляет собой участки естественных лесных насаждений на склонах северных отрогов Бугульминско-Белебеевской возвышенности площадью 448,9 га. Леса состоят из разновозрастных насаждений сосны, среди которых имеются экземпляры в возрасте более 120 лет. На территории обитают редкие охраняемые виды фауны, в том числе орел-могильник (включён в Красные книги Татарстана, России, Европы и мира), лунь луговой, сплюшка, сыч воробьиный, веретеница ломкая, медянка, гадюка обыкновенная.
- Заинское водохранилище — образовано в 1963 году в результате перекрытия реки Степной Зай для охлаждения местной ГРЭС. Длина его с севера на юг составляет около 12 км, а ширина у плотины превышает 2 км. Площадь — 16,7 км², верхняя часть заболочена[8].

## Социальная сфера
В Заинском районе издаются местные газеты «Зәй офыклары» («Заинские горизонты»), «Новый Зай» на татарском и русском языках. Работают 21 дошкольных учреждения, 22 общеобразовательных (4 филиала) — в 11 из них есть дошкольная программа, школа № 9 для детей с ОВЗ, политехнический колледж, дом детского творчества, детская школа искусств и малая академия наук школьников .
Медицинская инфраструктура на 2020 год представлена многопрофильной Заинской центральной больницей, стационар которой рассчитан на 192 круглосуточные койки, и 129 коек дневного стационара. В больнице есть стоматологическое отделение, женская консультация, педиатрическое отделение поликлиники, отделение скорой медицинской помощи, поликлиника, круглосуточный стационар, дневной стационар, клинико-диагностическая лаборатория. Кроме неё в районе функционирует Бегишевская, Савалеевская и Верхнешипкинская врачебные амбулатории и 46 фельдшерско-акушерских пунктов для медицинского обслуживания сельского населения .
Культурную деятельность в районе осуществляют краеведческий музей, детская музыкальная школа, Дворец культуры «Энергетик», киноучреждение, районный и городской дом культуры, автоклубы, сельские клубы, дома культуры и библиотеки. В районе установлено 73 объекта, связанных с увековечиванием событий Великой Отечественной войны, 15 мемориальных досок, 23 объекта культурного наследия — два из которых республиканского значения.